# David van Doncaster

David van Doncaster is een personage uit de Robin Hood-legendes en maakt deel uit van zijn volgelingen (Merry Men). Toevallig is Doncaster een plaats vlak bij Barnsdale, waar de vroegste legendes zich afspeelden. Toch komt David alleen maar voor in de Ballade - Robin Hood and the Golden Arrow in dit verhaal organiseert de Sheriff van Nottingham een boogschutterswedstrijd, en David waarschuwt Robin om niet te gaan, omdat hij vermoedt dat het een val is.

## In latere versies
In moderne versies komt David meer veelvuldig voor, soms als een worstelaar. In Howard Pyle's The Merry adventures of Robin Hood verschijnt hij als een van de jongere leden en een worstelaar van Robin Hood's volgelingen, deze zou gebaseerd zijn op een personage uit A Geste of Robyn Hode, die daar naamloos door het leven ging. In het verhaal redt hij als anonieme vrijbuiter de edele heer Richard at the Lee, deze had bijna een gevecht verloren en was bijna gedood, at the Lee veronschuldigde tegenover de vreemdeling zich, met dat hij zo traag was.
- In de film Robin Hood: Prince of Thieves wordt David van Doncaster gespeeld door Daniel Peacock, maar gaat in de film vooral door het leven als Bull.

- In het boek Tales of Robin Hood van Clayton Emery wordt David neergezet als een betrouwbare volgeling van Robin. Hij laat zijn lange donkere haren hangen doordat soldaten zijn oren hadden afgesneden.